# アルフレッド・ウィリアム・パーソンズ
アルフレッド・ウィリアム・パーソンズ（Alfred William Parsons RA、1847年12月2日 - 1920年1月16日）はイギリスの水彩画家、挿絵画家、園芸家である。

## 略歴
サマセットのFromeに近い、Beckingtonに生まれた。父親は医師でありながら熱心な高山植物の愛好家でもあり、有名な造園家ウィリアム・ロビンソンと手紙のやり取りをしていた人物である。学校を卒業した後、1867年から郵便局の事務職となるが、2年後仕事をやめて、ケンジントンの美術学校で学び始め、展覧会に出展するようになった。1874年からロイヤル・アカデミー・オブ・アーツの展覧会に毎年出展した。
1897年にロイヤル・アカデミー・オブ・アーツの準会員に選ばれ、1911年に正会員となった。1905年にイギリス水彩画家協会(Society of Painters in Watercolours)の会長になった。
風景画家としてイギリスの風景を描いたが、1892年に日本を訪れ、早春から晩秋まで滞在し、長崎から関西などを旅し水彩画を描いた。旅行記、「Notes in Japan」」（1896）を出版した。
挿絵画家、植物画家としては、ウィリアム・ロビンソンの著書、The Wild Garden(1870)に挿絵を描き、有名な園芸家、エレン・ウィルモットの著書「The Genus Rosa」の植物画を描いた。

## 作品

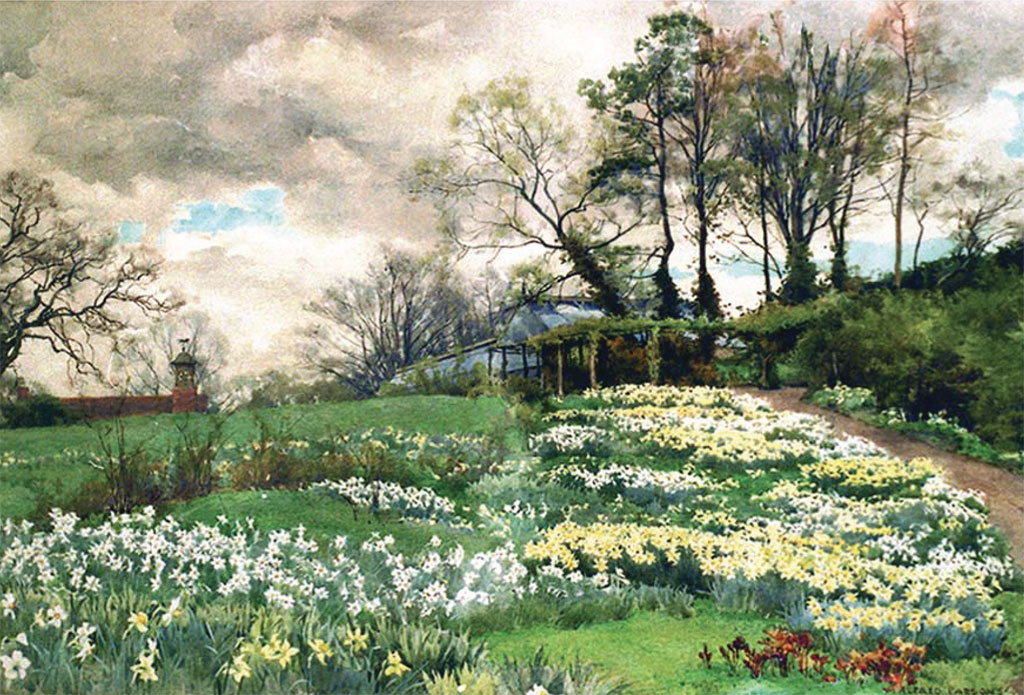
エレン・ウィルモットの庭園
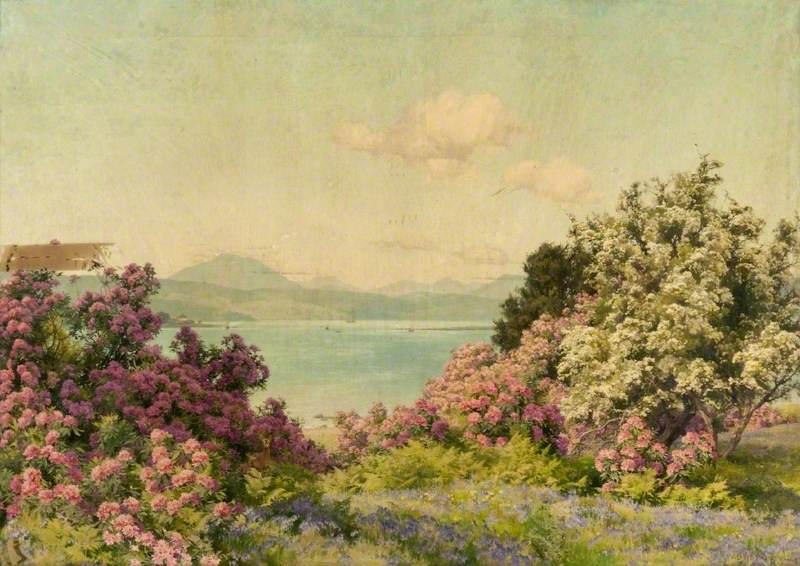
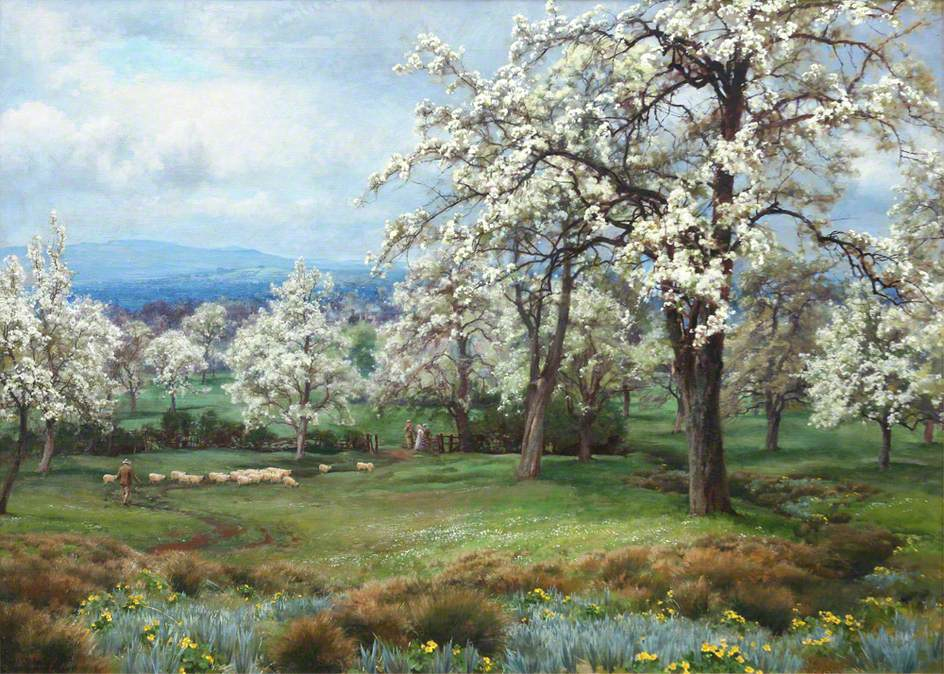

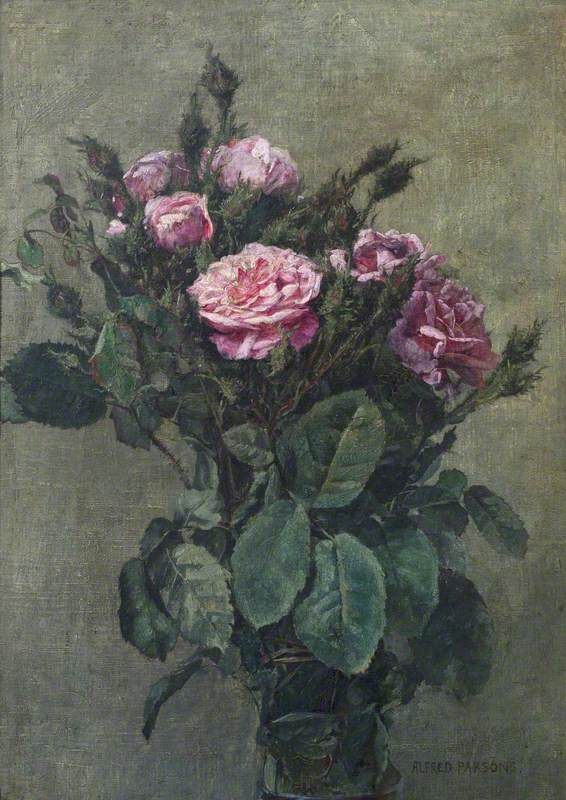
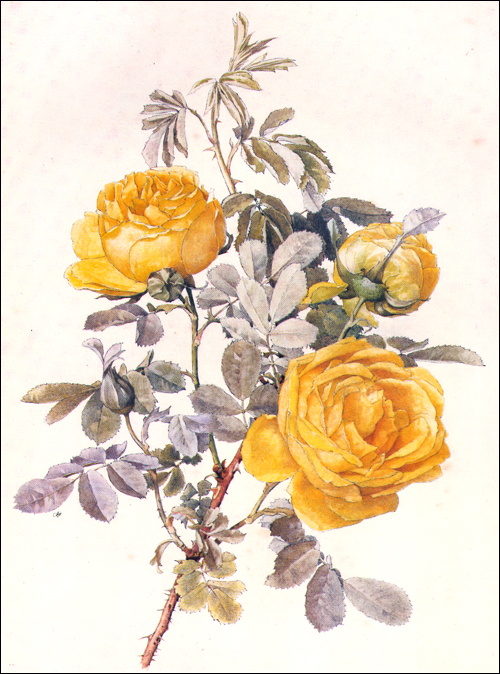
ウィルモットの著作の図版
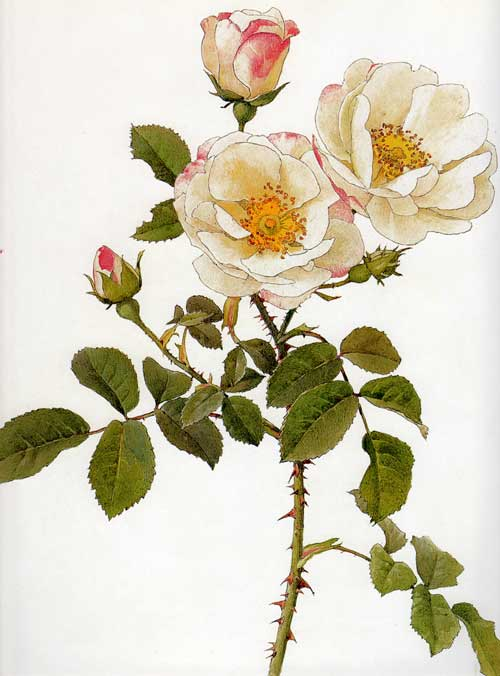
ウィルモットの著作の図版
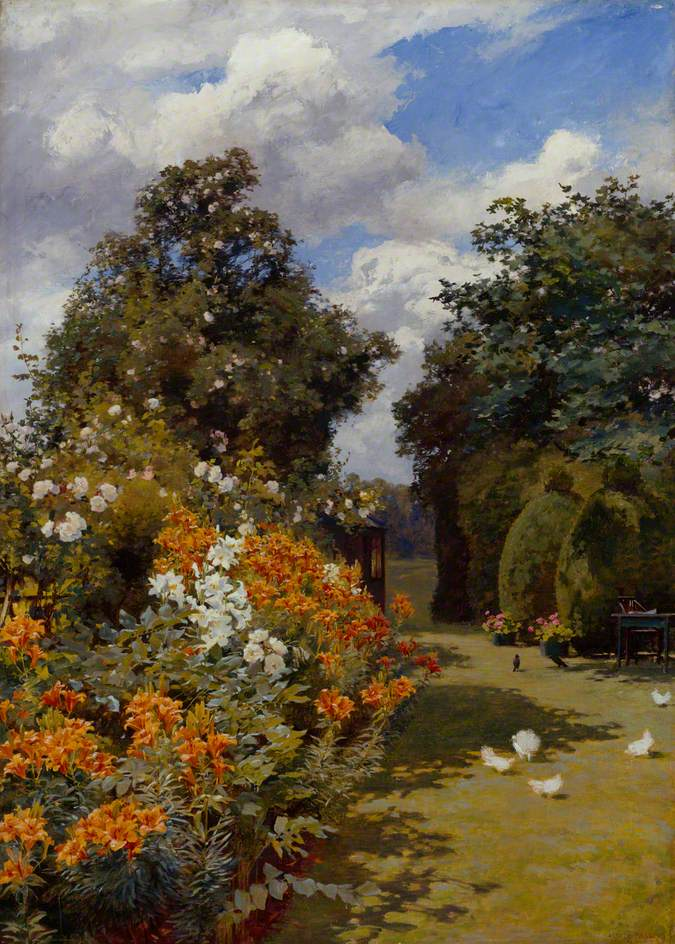